# Ludhiana (district)
Ludhiana is een district van de Indiase staat Punjab. Het ligt ten noordwesten van New Delhi (de hoofdstad van India). Het district telt 3.030.352 inwoners (2001) en heeft een oppervlakte van 3744 km². Het bestuurscentrum is de gelijknamige stad Ludhiana, de grootste stad van Punjab.
Amritsar · Barnala · Bathinda · Faridkot · Fatehgarh Sahib · Fazilka · Firozpur · Gurdaspur · Hoshiarpur · Jalandhar · Kapurthala · Ludhiana · Mansa · Moga · Muktsar · Pathankot · Patiala · Rupnagar · Sahibzada Ajit Singh Nagar (Mohali) · Sangrur · Shahid Bhagat Singh Nagar · Tarn Taran